# Stéla z Tel Danu

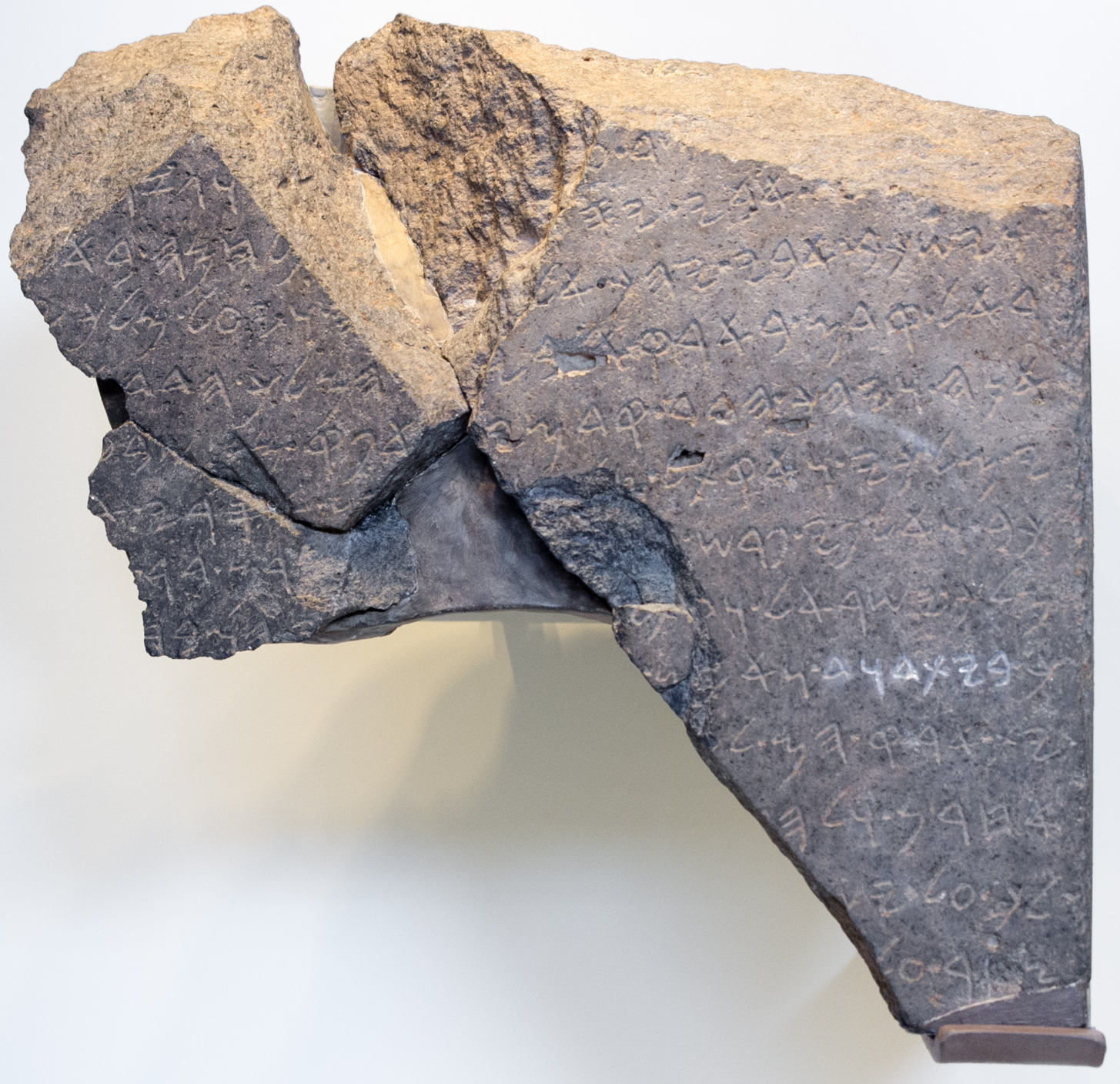
Stéla z Tel Danu se zvýrazněnými slovy dům Davidův

Stéla z Tel Danu je částečně zachovalá čedičová stéla nalezená roku 1993 v Tel Danu. Je na ní oslavný aramejský nápis, který je považován za vzácný doklad existence Davidova rodu nezávislý na textu hebrejské bible.

## Popis
Dochovaly se tři fragmenty. Stéla pochází asi z poloviny 9. př. n. l. To je horní hranice, která vychází z epigrafického rozboru, dolní mez je polovina 8. století př. n. l., což je datace staveb, ve kterých byly  fragmenty použity jako stavební materiál.
Stélu nechal vztyčit aramejský král a v textu oslavuje, jak se stal králem a porazil krále Izraele a krále z rodu Davidova.

## Osoby v textu
Aramejský král je ztotožňován s Chazaelem, o kterém se píše ve Starém zákoně. S jeho pomocí byly části textu rekonstruovány (viz níže) a klíčová pasáž zní:
| „ | [Zabil jsem Jeho]rama, syna [Achaba], krále Izraele, a zabil [jsem Achaz]jáše, syna [Jehoráma, krá]le z rodu Davidova… | “ |

Osoby jsou tedy identifikovány jako izraelský král Jehoram, syn Achaba a judský král Achazjáš, syn Jehoráma, král z rodu Davidova. Pasáže v hranatých závorkách jsou doplněné, jména na stéle jsou tedy jen (aramejština nezapisuje samohlásky):
- 𐤓𐤌 RM – -ram, doplněno na Jehoram
- 𐤉𐤔𐤓𐤀𐤋 JŠR'L – Izrael (Jišra'el)
- 𐤉𐤄𐤅 JHV – zkrácená verze JHVH užívaná jako součást jména, v češtině překládaná -jáš; doplněno na Achazjáš
- 𐤁𐤉𐤕𐤃𐤅𐤃 BJTDVD – dům Davidův (bejt David)

Čtení posledního jména někteří badatelé zpochybnili, protože není od „domu“ odděleno oddělovačem slov nebo protože souhlásky DVD mohou znamenat i jiné slovo.

## Význam
Význam spočívá v tom, že z této doby dějin Izraelců prakticky neexistují písemné prameny, ve kterých by bylo možné nezávisle ověřit události popisované v hebrejské bibli, která je nedůvěryhodným pramenem, protože byla sepsána až později a je to text náboženský, nikoli historický (kronikářský ap.). 
Nejdůležitější jsou slova dům Davidův, jediná mimohebrejská zmínka o tomto panovnickém rodu i o osobě samotného Davida. O něm nepodává žádné informace, jaké měl postavení a zda byl osobou historickou nebo mytickou. Je však zřejmé, že už v 9. století zde byla dynastie, která nárok na vládu odvozovala od této osoby.
Dále se na stéle nachází jeden z nejstarších dokladů jména Izrael, vedle Méšovy a Kurchské stély; nejstarší je však o několik set let starší Merenptahova stéla.
Text může být také považován za důkaz, že biblické líčení královské doby má jistý historický základ. Král Izraele a král z domu Davidova odpovídá rozdělení na izraelské a judské království, ve kterém vládli potomci Davida. Aramejský král a králové -ram a -jáš by pak nejspíše odpovídali aramejskému Chazaelovi, izraelskému Jóramovi a judskému Achazjáši. Liší se události: Král ze stély oba protivníky zabil, bibličtí králové Chazaela uplatili zlatými poklady a ten od tažení na Jeruzalém upustil, důvodem jejich smrti byl státní převrat iniciovaný vojevůdcem Jehú. Takové závěry jsou však poplatné konkrétní interpretaci textu a nepanuje na nich taková shoda jako v případě „domu Davidova“.

## Text

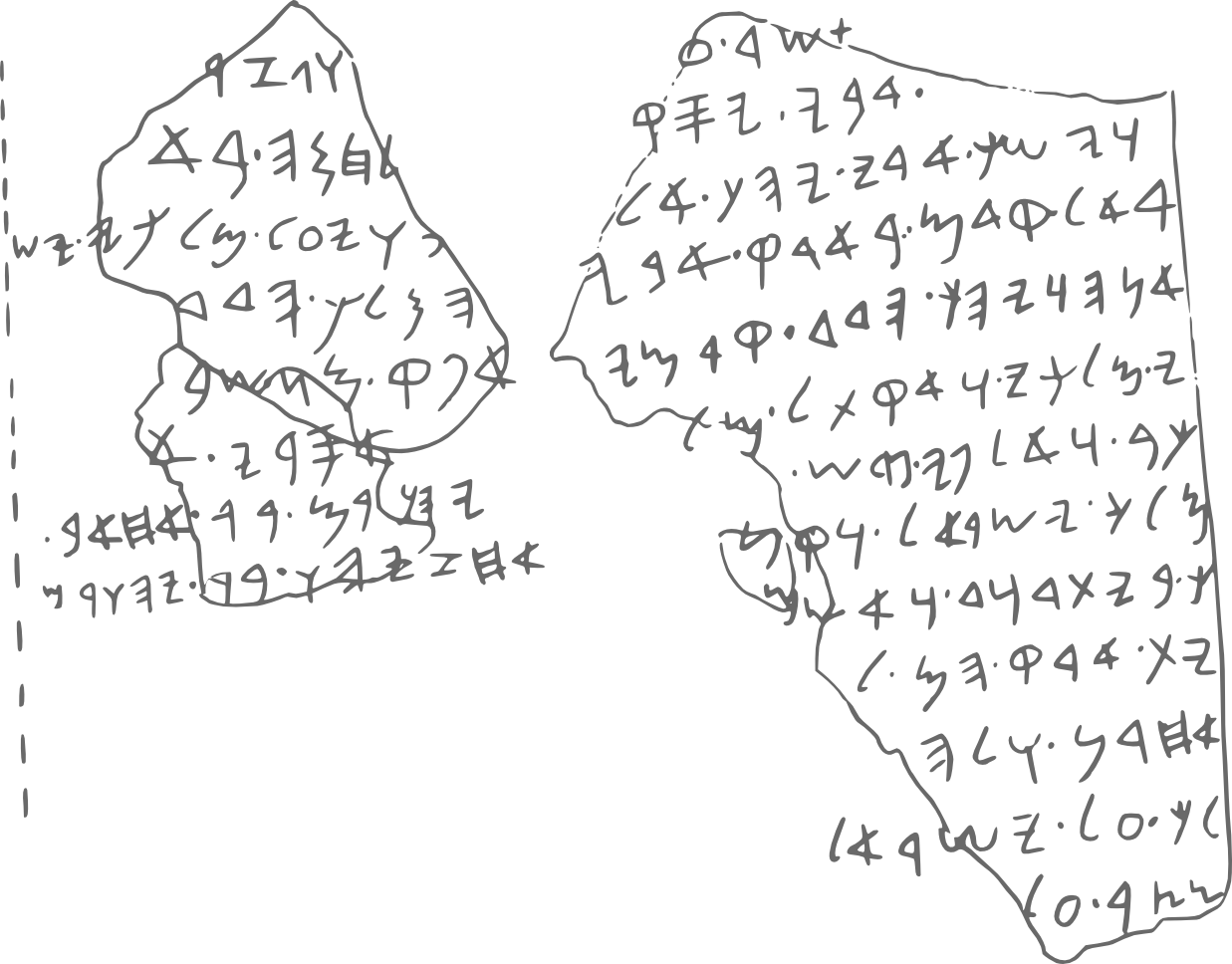
Vpravo je fragment A a fragmenty B1 a B2 se nachází vlevo. Na fragmentu A na 8. řádku uprostřed je „Izrael“ a pod ním „dům Davidův“. Na Fragmentu B2 vpravo dole jsou doplněná jména [Jeho]ram a [Achaz]jáš

Rekonstruovaný text badatelů A. Birana a J. Naveha. V hranatých závorkách je doplněný text, tam, kde se nepodařilo text doplnit, jsou závorky prázdné. Aramejština zapisuje jen souhlásky a čte se zprava doleva. Tučně jsou zvýrazněna hebrejská jména (viz výše).
1. [ 𐤀]𐤌𐤓.𐤏[ ]𐤅𐤂𐤆𐤓[ ]‎
2. [ ---].𐤀𐤁𐤉.𐤉𐤎𐤒[.𐤏𐤋𐤅𐤄.𐤁𐤄]𐤕𐤋𐤇𐤌𐤄.𐤁𐤀[ ]‎
3. 𐤅𐤉𐤔𐤊𐤁.𐤀𐤁𐤉.𐤉𐤄𐤊.𐤀𐤋[.𐤀𐤁𐤄𐤅]𐤄.𐤅𐤉𐤏𐤋.𐤌𐤋𐤊𐤉[ 𐤉𐤔]‎
4. 𐤓𐤀𐤋.𐤒𐤃𐤌.𐤁𐤀𐤓𐤒.𐤀𐤁𐤉[.𐤅]𐤄𐤌𐤋𐤊.𐤄𐤃𐤃[.]𐤀[𐤉𐤕𐤉]‎
5. 𐤀𐤍𐤄.𐤅𐤉𐤄𐤊.𐤄𐤃𐤃.𐤒𐤃𐤌𐤉[.𐤅]𐤀𐤐𐤒.𐤌𐤍.𐤔𐤁𐤏[𐤕---]‎
6. 𐤉.𐤌𐤋𐤊𐤉.𐤅𐤀𐤒𐤕𐤋.𐤌𐤋[𐤊𐤍.𐤔𐤁]𐤏𐤍.𐤀𐤎𐤓𐤉.𐤀[𐤋𐤐𐤉.𐤓]‎
7. 𐤊𐤁.𐤅𐤀𐤋𐤐𐤉.𐤐𐤓𐤔.[𐤒𐤕𐤋𐤕.𐤀𐤉𐤕.𐤉𐤄𐤅]𐤓𐤌.𐤁𐤓.[𐤀𐤇𐤀𐤁.]‎
8. 𐤌𐤋𐤊.𐤉𐤔𐤓𐤀𐤋.𐤅𐤒𐤕𐤋[𐤕.𐤀𐤉𐤕.𐤀𐤇𐤆]𐤉𐤄𐤅.𐤁𐤓[.𐤉𐤄𐤅𐤓𐤌.𐤌𐤋]‎
9. 𐤊.𐤁𐤉𐤕𐤃𐤅𐤃.𐤅𐤀𐤔𐤌.[𐤀𐤉𐤕.𐤒𐤓𐤉𐤕.𐤄𐤌.𐤇𐤓𐤁𐤕.𐤅𐤀𐤄𐤐𐤊.𐤀]‎
10. 𐤉𐤕.𐤀𐤓𐤒.𐤄𐤌.𐤋[𐤉𐤔𐤌𐤍 ]‎
11. 𐤀𐤇𐤓𐤍.𐤅𐤋𐤄[... 𐤅𐤉𐤄𐤅𐤀.𐤌]‎
12. 𐤋𐤊.𐤏𐤋.𐤉𐤔[𐤓𐤀𐤋... 𐤅𐤀𐤔𐤌.]‎
13. 𐤌𐤑𐤓.𐤏[𐤋. ]

Přepis do hebrejštiny
1. [ ]א]מר.ע[ ]וגזר ]
2. [ ]אבי.יסק[.עלוה.בה]תלחמה.בא--- ]
3. וישכב.אבי.יהך.אל[.אבהו]ה.ויעל.מלכי[ יש]
4. ראל.קדם.בארק.אבי[.ו]המלך.הדד[.]א[יתי]
5. אנה.ויהך.הדד.קדמי[.ו]אפק.מן.שבע[ת---]
6. י.מלכי.ואקתל.מל[כן.שב]ען.אסרי.א[לפי.ר]
7. כב.ואלפי.פרש.[קתלת.אית.יהו]רם.בר[אחאב.]
8. מלך.ישראל.וקתל[ת.אית.אחז]יהו.בר[יהורם.מל]
9. ך.ביתדוד.ואשם.[אית.קרית.הם.חרבת.ואהפך.א]
10. ית.ארק.הם.ל[ישמן ]
11. אחרן.ולה[... ויהוא.מ]
12. לך.על.יש[ראל... ואשם.]
13. מצר.ע[ל. ]